# Pierre Alechinsky
Pierre Alechinsky (n. 19 octombrie 1927, Brussel, Comunitatea Francofonă din Belgia⁠(d), Belgia) este un pictor belgian. A făcut parte din grupul „Cobra“, viziunea sa fiind apropiată de suprarealism. După 1950 s-a stabilit la Paris unde îl găsim pasionat pentru gravură. Ulterior, își elaborează un stil ambiguu între pictură și grafică, punând accent pe semnificația semnelor caligrafice. Ca tehnică, după 1965, îl captivează pictura acrilică aceasta permițându-i să realizeze tablouri viguroase, cu un colorit aprins, așa cum a fost compoziția În doi, remarcată pozitiv la Bienala de la Veneția. Lucrări importante: În țara tușului, Sub foc, Central Park, cerneală la două peneluri, Turnurile, Logograme - desene, Voce mică.